# Burchard Ier de Souabe
Pour les articles homonymes, voir Bouchard Ier et Bouchard.
Burchard Ier (né entre 855 et 860, mort le 5 ou le 23 novembre 911) était le duc de Souabe de 909 jusqu'à sa mort et margrave de Rhétie, aussi bien que comte de Thurgovie qu'à Bar. Il était marié à Liutgarde de Saxe. Il est né entre 855 et 860 et était le fils d'Albert II, comte de Thurgovie.
En 900, Burchard était déjà le plus puissant homme en Souabe. En 904, il était administrateur du pays et de l'abbaye de Lorsch en Souabe. Il succéda, aux alentours de 909 à Rudolphe (membre de la maison des Welfs) en tant que dux ou marchio (duc de margrave) de la Raetia Secunda (région frontalière de la Rhétie). Burchard entra en conflit avec le comte palatin Erchanger et l'évêque Salomon III de Constance qui étaient tous deux loyaux au roi Conrad Ier. Burchard fut capturé et accusé de haute trahison. Il fut jugé coupable devant le conseil tribal et fut exécuté ainsi que son frère Adalbert III de Thurgovie. Son fils, Burchard II et sa belle fille, Regelinda, trouvèrent exil en Italie. Ils perdirent de ce fait leur domaine bien que plus tard il leur revint à nouveau. Le deuxième fils de Burchard Ier, Odalric, mourra jeune.
L'État de Souabe relatif aux autres duchés de souches était hautement désorganisé à l'époque de Burchard Ier et il n'était pas duc dans le même sens que ses successeurs. Il est souvent appelé ainsi afin de le distinguer comme étant à cette époque l'homme le plus influent dans le duché et le précurseur de tous les autres ducs. Le vrai premier duc de Souabe est en réalité Erchanger, proclamé duc par la noblesse, mais point par le roi, en 915.
Comme on fait souvent de son petit-fils Burchard III de Souabe le père de Dedi de Hassegau, Burchard Ier est parfois considéré comme l'ascendant de la maison de Wettin.